# Pan-American Team Handball Federation
Die Pan-American Team Handball Federation (PATHF) bzw. Federación Panamericana de Handball war einer von fünf Kontinentalverbänden der Internationalen Handballföderation (IHF). Sie war der Dachverband für den Handball in Nordamerika, Zentralamerika, Karibik und Südamerika und hatte insgesamt 26 Vollmitglieder sowie drei assoziierte Verbände. Die Arbeitssprachen waren Spanisch, Englisch und Portugiesisch.
Seit Jahresbeginn 2017 nannte sich der Verband auch Pan-American Handball Federation und verwendete als neues Kürzel PHF. Auch das Verbandslogo wurde entsprechend angepasst.

## Mitglieder
Der PATHF gehörten folgende 26 Verbände als Vollmitglieder an:
| Nordamerika und die Karibik - Barbados - Dominikanische Republik - Haiti - Grönland - Kanada - Kuba - Mexiko - Puerto Rico - Trinidad und Tobago - Vereinigte Staaten | Zentralamerika - Costa Rica - El Salvador - Guatemala - Honduras - Nicaragua - Panama | Südamerika - Argentinien - Bolivien - Brasilien - Chile - Ecuador - Kolumbien - Paraguay - Peru - Uruguay - Venezuela |

Außerdem war die PATHF mit den Verbänden aus  Guadeloupe,  Martinique und  Französisch-Guayana assoziiert.

## Konflikt mit dem Weltverband IHF
Innerhalb des Weltverbandes IHF gab es seit 2017 Pläne, die PATHF in zwei Kontinentalverbände für den Norden bzw. Süden Amerikas aufzuteilen. Dies führte zu einem Konflikt mit der PATHF. Am 14. Januar 2018 suspendierte das IHF Council die PATHF und kündigte an, selbst als Ausrichter zukünftiger Qualifikationsturniere für Weltmeisterschaften und Olympische Spiele aufzutreten. Außerdem teilte die IHF die Handballverbände des panamerikanischen Kontinents zwei getrennten Konföderationen zu:
| North America and the Caribbean Handball Confederation - Niederländische Antillen - Bahamas - Barbados - Kanada - Cayman Islands - Kuba - Dominica - Dominikanische Republik - Grönland - Grenada - Haiti - Britische Jungferninseln - Jamaika - St. Lucia - Mexiko - Puerto Rico - St. Kitts und Nevis - Trinidad und Tobago - Vereinigte Staaten - Guadeloupe (regional member) - Martinique (regional member) | South and Central America Handball Confederation - Argentinien - Belize - Bolivien - Brasilien - Chile - Kolumbien - Costa Rica - Ecuador - El Salvador - Guatemala - Guyana - Honduras - Nicaragua - Panama - Paraguay - Peru - Uruguay - Venezuela - Französisch-Guayana (regional member) |

Die PATHF hat die Entscheidungen der IHF in einer als official statement bezeichneten Erklärung am 18. Januar 2018 zurückgewiesen und rechtliche Schritte angekündigt. Der panamerikanische Verband, der sich auch auf die „überwältigende“ Unterstützung seiner Mitgliedsverbände stützte, hat dann am 6. März 2018 Berufung gegen die geografische Zweiteilung beim IHF-Schiedsgericht eingelegt. In einer Erklärung begründete die PATHF den Einspruch u. a. mit Formfehlern während des Entscheidungsprozesses innerhalb der IHF.
Im April 2018 rief die PATHF schließlich den Internationalen Sportgerichtshofs (CAS) an und beantragte nach eigenen Angaben, den Teilungsbeschluss des IHF-Kongresses in Antalya vom 11. November 2017 sowie den Beschluss des IHF Councils zur Auflösung der PATHF vom 14. Januar 2018 aufzuheben. Das CAS gab der Beschwerde am 26. Oktober 2018 teils nach und erklärte die Änderungen der IHF-Statuten für null und nichtig (CAS 2018/A/5745).
Im April 2019 wurden die beiden neuen Verbände, die Handballkonföderation Nordamerikas und der Karibik und die Süd- und zentralamerikanische Handballkonföderation, gegründet. Beim außerordentlichen IHF-Kongress 2019 wurden die IHF-Statuten überarbeitet, um die neuen Verbände aufzunehmen.